# Potrzymionek
Potrzymionek – jeden z siedmiu obszarów o szczególnym znaczeniu na terenie rezerwatu Nadgoplański Park Tysiąclecia w województwie kujawsko-pomorskim. Obejmuje pas trzcin i szuwarów w południowej części zatoki Pięciu Wysp w zachodniej odnodze jeziora Gopła oraz wyspę Potrzymionek wraz z otaczającym ją pasem trzcin. Cały obszar ma powierzchnię 81 hektarów. Rozciąga się wzdłuż brzegów Gopła na odcinku 6800 metrów od południowo-zachodniego cypla półwyspu Potrzymiech do punktu na zachodnim brzegu jeziora przy dawnej przeprawie promowej w Rzeszynku.
Potrzymionek jest największą wyspą Gopła. Jej linia brzegowa mierzy 1500 metrów, zaś wraz z pasem przybrzeżnych trzcin zajmuje powierzchnię 24 ha. Wyspa porośnięta jest wierzbami, brzozami i olszami. Gnieździ się na niej około 40 par gęsi gęgawej, znajduje się tam również 10 gniazd błotniaka stawowego, kilka par łabędzia niemego, perkoza dwuczubego i bąki.